# Nichita Dumitrescu
Nichita Dumitrescu (n. 1 mai 1916) este un fost deputat român în legislatura 1990-1992, ales în județul Caraș-Severin pe listele partidului PNTCD. Nichita Dumitrescu a fost membru în grupurile parlamentare de prietenie cu Regatul Spaniei, Canada, Republica Islamică Iran, Republica Italiană și Franța. 